# Луна-15
«Луна-15» — советская автоматическая межпланетная станция (АМС) для изучения Луны и космического пространства. Была предназначена для доставки на Землю образцов лунного грунта. Миссия закончилась неудачей: посадочный модуль разбился о поверхность Луны.
21 июля 1969 года, когда астронавты Аполлона-11 заканчивали первый выход человека на поверхность Луны, АМС Луна 15, находившаяся в тот момент на лунной орбите, начала спуск на поверхность спутника. Луна-15 была запущена за три дня до миссии «Аполлон-11» и являлась второй попыткой Советского Союза вернуть лунную почву обратно на Землю с целью опередить США в лунной гонке.
Предыдущая миссия, получившая обозначение E-8-5-402, запущенная 14 июня 1969 года, не вышла на орбиту Земли.
Спускаемый аппарат Луна-15 врезался в Луну в 15:50 UT, за несколько часов до запланированного вылета американцев с Луны.

## Состав
Автоматический космический комплекс по доставке грунта с Луны состоял из:
- посадочной платформы,
- возвратной ракеты,
- спасаемого аппарата.

## История

### Предыстория полета «Луны-15»
14 июня 1969 года в 07:00:48[прояснить] с помощью ракеты-носителя «Протон-К» была предпринята попытка запуска АМС, аналогичной «Луне-15». Эта станция не вышла на опорную геоцентрическую орбиту из-за ошибки в цепях управления, которые привели к тому, что не были выполнены команды на подготовку и запуск двигательной установки разгонного блока Д, в задачи которого входило доведение головного блока.

### Выполнение программы полета
АМС «Луна-15» была запущена с площадки № 81 космодрома Байконур ракетой-носителем «Протон-К» 13 июля 1969 года. Аппарат сначала выводился на промежуточную околоземную орбиту, а затем ему сообщался импульс, переводящий его на траекторию полёта к Луне.
14 июля была проведена коррекция траектории. 17 июля над обратной стороной Луны была включена двигательная установка в режиме торможения, что перевело станцию «Луна-15» на окололунную орбиту.
19 и 20 июля было произведено две коррекции орбиты, в результате которых была сформирована орбита посадки: апоселений — 110 км, периселений — 16 км, наклонение — 127°, период обращения — 1 час 54 минуты.
21 июля 1969 года в 18 часов 46 минут 43 секунды[прояснить] двигательная установка станции была включена на торможение для схода с орбиты. Продолжительность первого этапа снижения с помощью двигателя большой тяги должна была составить 267,3 секунды после включения и закончиться на высоте ≈2,5 км. Однако внезапно, на 237-й секунде снижения, в 18 часов 50 минут 40 секунд, была потеряна связь с космическим аппаратом, в момент потери связи параметры бортовых систем станции были в норме.
Причиной аварии могло быть столкновение станции «Луна-15» с горой, что вполне вероятно, если допустить ошибку в положении аппарата на момент подачи команды запуска двигателя, в сторону от расчётной траектории примерно 15 км и вдоль траектории ≈45 км.

### Результаты
Программа полёта станции «Луна-15» не была выполнена: посадочный модуль разбился о поверхность Луны.